# 达赫施泰因山脉
達赫施泰因山脈（德語：Dachsteingebirge）是奧地利的山脈，是北石灰岩山脉的一部分，橫跨上奧地利、施蒂利亞州和薩爾茨堡州，全長50公里，最高點海拔高度2,995米。